# 商业创意理论
商业创意简单地说是可以实现商业价值的创意。它的诞生通常是由企业或者相关机构推动，通过内部孵化或者外部获取，最终用于实现商业价值。

## 含义
我们通常讲的创意，简单可以称之为创新的思维或想法，是一种独特的思维方式、想法甚至理论，一种独到的、与众不同的观点或者独特视角，它与普通、平庸是对立的。它的呈现是经其实践后所产生的最终的创意产品来体现的，它可以表现在很多方面，在文化作品中，在日常生活中，创意无处不在。商业创意的目的非常明确清晰：为了实现商业价值而产生的创意。商业价值主要通过改变企业或机构的研发设计或市场营销等环节以实现商业创意。

## 诞生背景
“商业创意”本身作为一套理论，萌发于贺欣浩所著《商业创意》一书。书中首次提到“商业创意”这一理念，构建了全新的 “商业创意”理论体系，并以近两万件作品及案例作为剖析样本和数据来源。

## 核心内容

### 商业创意的产业链
- 商业创意的两大阶段：产品研发设计阶段；产品市场营销阶段
- 商业创意的企业主管部门：研发设计部；市场营销部
- 商业创意的四大环节：功能（产品设计的功能）；体验（产品设计的体验）；内容（产品营销的内容）；通道（产品营销的通道）

### 商业创意的价值评估
商业创意在一定的条件下可以被评估和量化，但有特殊性：只能相对量化，不可绝对量化。只能通过对比商业创意实现的商业价值来评估，尤其是通过单位时间的销售总量之间的对比。
当然还可收集所有内外因的数据进行分析，以得出一个更精准的数值，然后再进行对比，将会更客观更有价值。假设在内外因不变的前提下，商业创意将改变内因而影响销售总量，将其前后数值进行对比。我们定义被商业创意改变内容而影响后的产品销售总量为A，而未被商业创意影响过的产品销售总量为B。两者相减(A - B)之后的结果会有三种情况。
- 结果大于零，为正数。则证明商业创意产生了积极的作用，它将实现商业价值；
- 结果小于零，为负数。则证明产生了负面的作用，是失败的商业创意；
- 结果等于零。则证明商业创意对内因没有发生任何改变和影响。

### 商业创意的投资回报率
商业创意涉及研发设计和市场营销两个部门，研发设计和市场营销这两个部门所计划投入的资源相加为1，如何进行更有效的投资，最重要的就是分析研发设计和市场营销的关系，这两者的分配比例及其带来的结果。应该如何投入更多更有效的资源让它们产生商业价值？

假如企业对于产品的研发设计和市场营销资源整体为1的话，
- 当产品在完全垄断市场的时候，市场营销的支出接近最小值，即0；
- 当产品在完全竞争市场的时候，市场营销的支出接近最大值，即1。[3]

### 商业创意的产品定义和分类

#### 产品的定义
产品是指能够提供给市场，被人们使用和消费，并能满足人们某种需求的任何东西，包括有形的物品、无形的服务、组织、观念或它们的组合。
产品是商业创意生态的重要组成部分，商业价值是通过产品在市场中来实现的。

#### 产品的分类
从生产的产品是否有形的角度来划分，它分为制造性产品和服务性产品两类。
制造性产品指通过物理或化学作用将有形输入转化为有形输出的过程而生产的物品。例如，通过锯、切削加工、装配、焊接、弯曲、裂解、合成等物理或化学过程，将有形原材料转化为有形产品的过程，属于制造性生产。通过制造性生产能够产生自然界原来没有的物品。制造性产品主要分成两个主要的类别。
- 快速消费品类
- 耐用品类

服务性生产又称作非制造性生产，是指生产者向消费者提供的基本上是无形的行为或绩效，它的生产可能与某种物质产品相联系，也可能毫无联系。其基本特征是提供劳务，而不制造有形产品。但是，不制造有形产品不等于不提供有形产品。服务性产品主要也分成两个类别。
- 流通类
- 服务类

## 外界评价
1. 开创了一种全新的研究视角，创建了全新的商业创意理论体系。
2. 重新定义了可以产生商业价值的创意范畴，同时细化编排了商业创意对于企业影响的各环节。
3. 在创意投入上能够指导企业用有限的资源获得最大化的商业价值回报。
4. 有利于中国创意和国际接轨，为迈向全球创意舞台奠定理论基础。[4]